# ادوارد جانستون الکساندر
ادوارد جانستون الکساندر (انگلیسی: Edward Johnston Alexander؛ ۳۱ ژوئیهٔ ۱۹۰۱ – ۱۸ اوت ۱۹۸۵) یک دانشمند اهل ایالات متحده آمریکا بود.